# 스포츠 시티 경기장
스포츠 시티 경기장은 카타르 도하에 위치해있다. 2022년 FIFA 월드컵의 개최 경기장으로 선정되었다. 우주정거장 모양의 경기장으로 지어질 예정이다.
2014년 4월 20일, 카타르 정부가 FIFA에게 기존 12개 경기장에서 8개 경기장으로 축소 요청에 따라 이 경기장 건설은 백지화되었다.